# Folgoso do Courel
Folgoso do Courel en galicien (nom officiel), ou Folgoso de Caurel en castillan, est une commune espagnole (municipio) de la comarque de Quiroga (es) dans la province de Lugo, communauté autonome de Galice, dans le nord-ouest de l'Espagne.

## Paroisses civiles
Ce municipio comprend 9 paroisses civiles, comprenant au total 56 hameaux] :
- Esperante (San Pedro)
  - Campelo | O Carbedo | O Castro Romeor | Esperante | Liñariños | Millares | Mostaz | Romeor
- Folgoso do Caurel (Santa María)
  - Baldomir | Eiriz | Ferreiros de Abaixo | Ferreiros de Arriba | Folgoso do Courel | A Pendella | Santa Eufemia | Sobredo | O Touzón
- Hórreos (San Pedro)
  - Ferramulín | Hórreos
- Meiraos (Santa María)
  - O Mazo | Meiraos | Miraz de Abaixo | Miraz de Arriba | Paderne | Pedrafita do Courel | Vilasibil
- Noceda (San Pedro)
  - Noceda | Teixeira | Vilela
- Seceda (San Silvestre)
  - Cortes | Lousadela | Seceda
- Seoane do Caurel (San Xoán)
  - Cima de Vila | Ferrería Vella | Fondo de Vila | Mercurín | Moreda | Parada | Piñeira | Seoane do Courel | Vales
- Villamor (San Vicente)
  - A Campa | Carballal | Castro Portela | Froxán | Mazo Santigoso | Vidallón | Vilamor | Vilar
- Visuña (Santa Eufemia)
  - A Aldea | A Calella | Céramo | Cima de Vila | A Igrexa | Reibarba | Visuña

## Personnalités liées à la commune
- María Mariño (1907-1967), femme de lettres galicienne, y est décédée.

## Galerie de photos

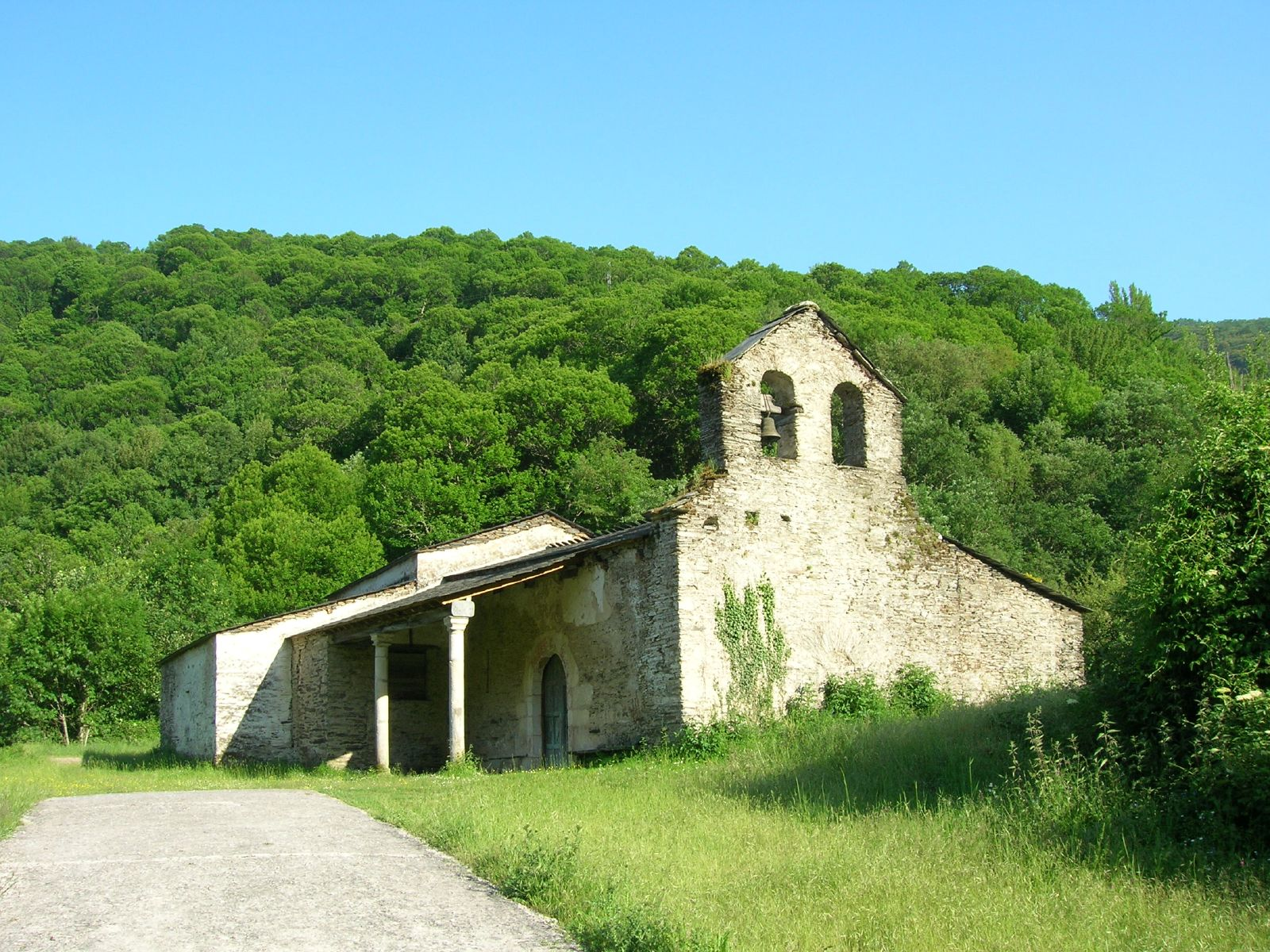
Église de San Pedro de Esperante.
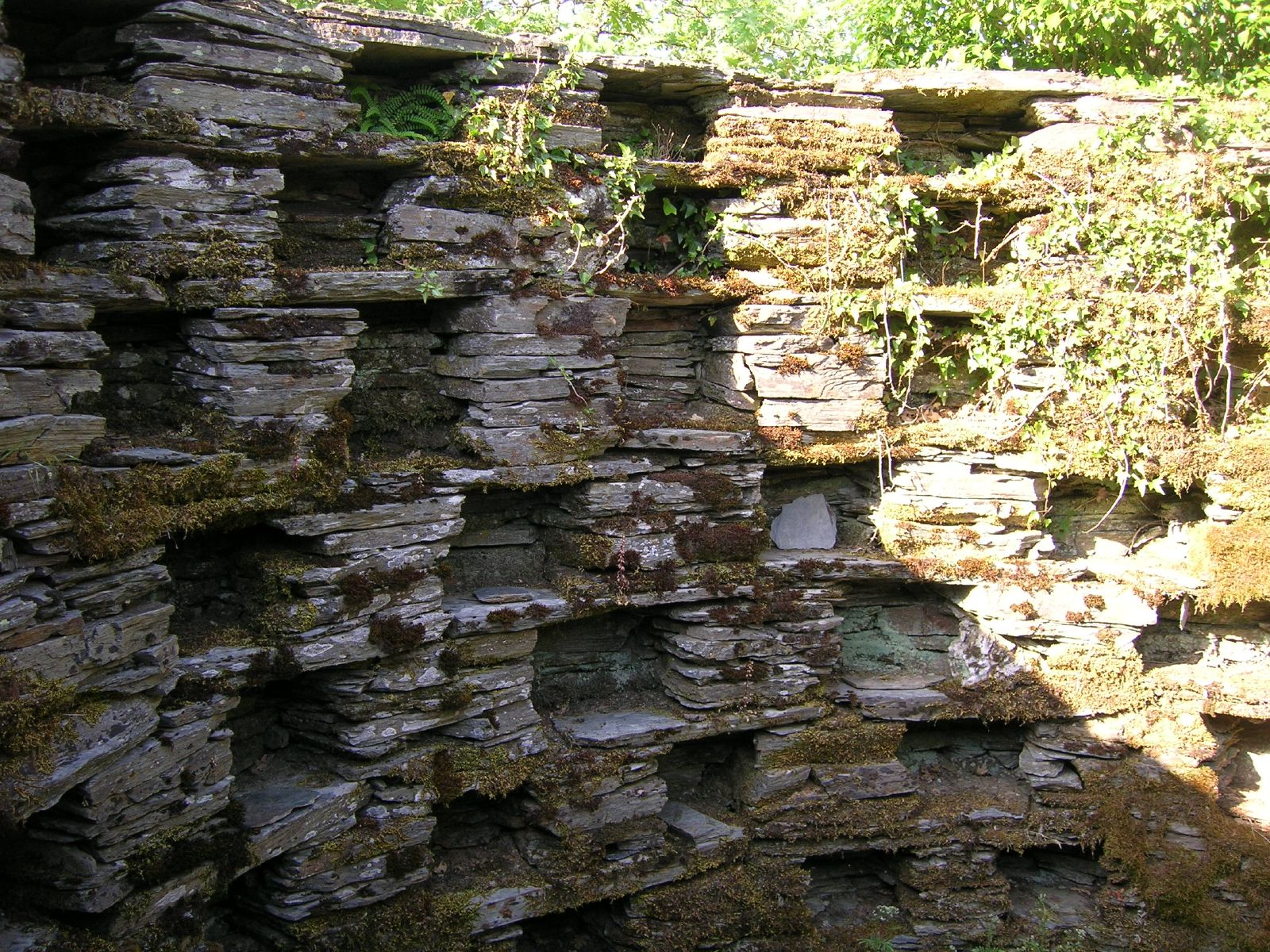
Intérieur d'un colombier en pierre.